# مایک کینکید
مایک کینکید (انگلیسی: Mike Kinkade؛ زادهٔ ۶ مهٔ ۱۹۷۳) بازیکن بیس‌بال اهل ایالات متحده آمریکا بود.